# Ministerul Imperial și Regal de Război

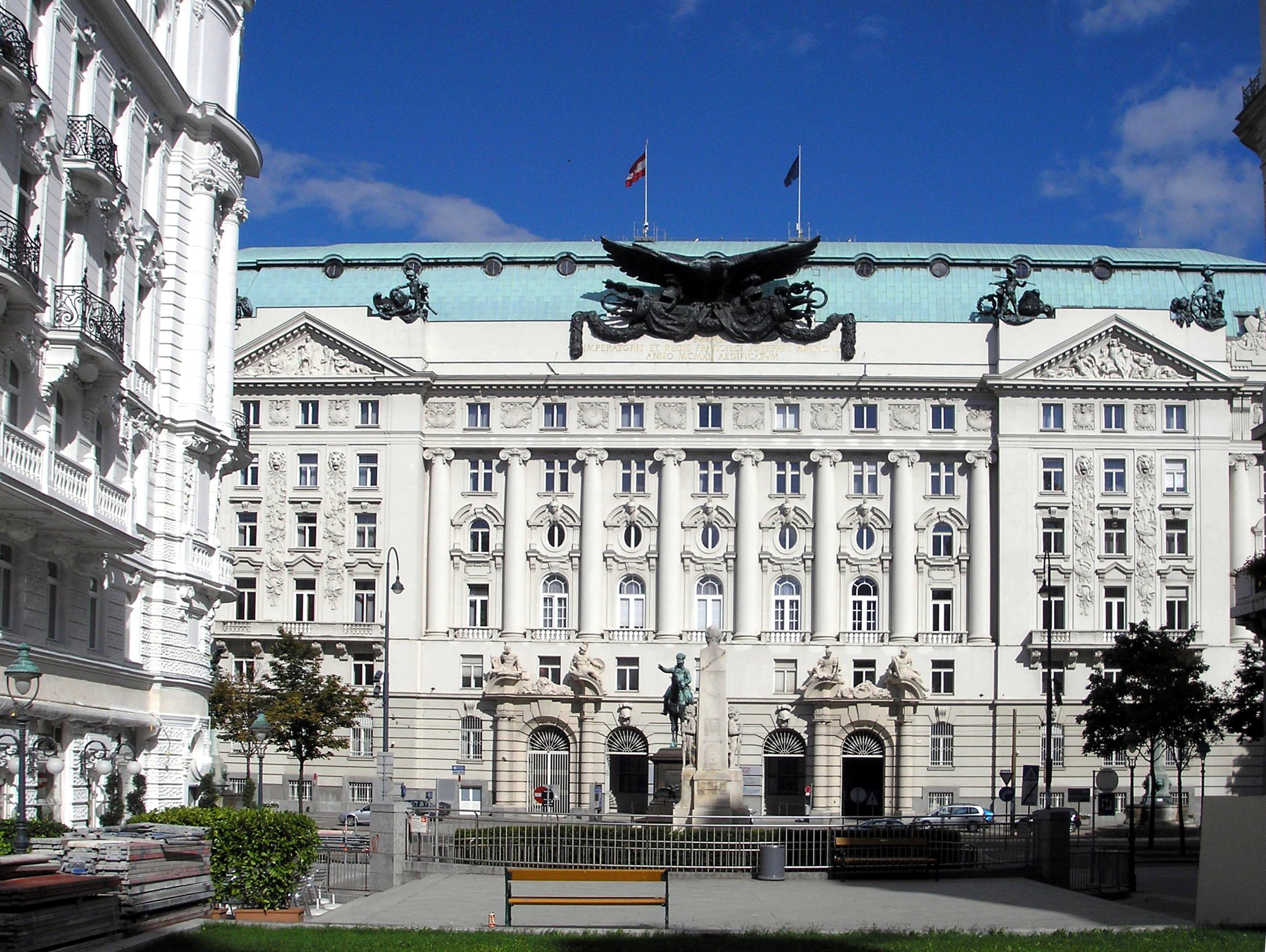
Clădirea fostului Minister de război imperial și regal pe Ringstraße în Viena (1913–1918)

Ministerul Imperial și Regal de Război (în germană K.u.k. Kriegsministerium) cu sediul în Viena, numit până în 1911 Ministerul Imperial de Război (Reichskriegsministerium), a fost în perioada 1867–1918 cea mai înaltă instanță administrativă a Armatei Comune și a Marinei Militare austro-ungare.
Ministerul Imperial și Regal de Război nu era responsabil pentru:
- Forțele de apărare regale maghiare (în maghiară Királyi Honvédség sau Honvéd) care erau doar ale Transleithaniei și se aflau sub administrația guvernului de la Budapesta (vezi Honvédministerium)
- Forțele de apărare cezaro-crăiești (în germană k.k. Landwehr) care erau doar ale Cisleithaniei și se aflau sub administrația guvernului de la Viena (vezi K.k. Ministerium für Landesverteidigung).

Apariția ambelor forțe de apărare pe lângă Armata Comună și independente de ea a fost un rezultat al Compromisului cu Ungaria, care a făcut eforturi pentru a avea o armată ungară independentă de guvernul de la Viena. Numărul cumulat al recruților celor două forțe de apărare era cu mult mai mic decât numărul recruților Armatei Comune și nu reprezenta decât o mică parte din numărul total al recruților austro-ungari. 

## Miniștri
Funcția de ministru de război a fost ocupată de:
- Franz von John (ministru de război cezaro-crăiesc din 30 noiembrie 1866, ministru de război al imperiului (Reichskriegsminister) în perioada 21 decembrie 1867[2]–18 ianuarie 1868)
- Franz Kuhn von Kuhnenfeld (18 ianuarie 1868–14 iunie 1874)
- Alexander von Koller (14 iunie 1874–20 iunie 1876)[3]
- Artur Maximilian von Bylandt-Rheidt (20 iunie 1876–16 martie 1888)
- Ferdinand von Bauer (16 martie 1888–22 iulie 1893 [†])
- Rudolph von Merkl (24 iulie – 22 septembrie 1893, ministru interimar)
- Edmund von Krieghammer (22 septembrie 1893–17 decembrie 1902)[4]
- Heinrich von Pitreich (18 decembrie 1902–24 octombrie 1906)[5]
- Franz Xaver von Schönaich (24 octombrie 1906–20 septembrie 1911; ultimul ministru de război al imperiului / Reichskriegsminister)
- Moritz von Auffenberg (20 septembrie 1911–12 decembrie 1912; primul ministru de război imperial și regal / k.u.k. Kriegsminister)
- Alexander von Krobatin (12 decembrie 1912–12 aprile 1917)[6]
- Rudolf Stöger-Steiner von Steinstätten (12 aprile 1917–11 noiembrie 1918)